# Owens-Valley-Erdbeben 1872
Das Owens-Valley-Erdbeben ereignete sich am 26. März 1872 um 09:30 UTC in Lone Pine im Osten Kaliforniens. Es erreichte auf der Momenten-Magnituden-Skala eine Stärke von MW = 7,4 und auf der Mercalliskala wurde die Stufe X (vernichtend) registriert. Das Epizentrum befand sich bei 36,7° nördlicher Breite und 118,1° westlicher Länge. Es war das drittstärkste Erdbeben in Kalifornien.

## Etymologie
Das Owens-Valley-Erdbeben, auch als Lone-Pine-Erdbeben bekannt (Englisch Owens Valley earthquake bzw. Lone Pine earthquake) ist nach dem Owens Valley bzw. nach seinem Hypozentrum Lone Pine benannt.

## Hergang
Das Owens-Valley-Erdbeben ereignete sich am Dienstag, den 26. März sehr früh in der Nacht um 2:30 Uhr Ortszeit, im am Ostabhang der Sierra Nevada gelegenen Owens Valley. Das Epizentrum lag in der Nähe der Stadt Lone Pine. Schätzungen der Stärke des Bebens bewegen sich jetzt zwischen MW = 7,4 und MW = 7,9. Susan E. Hough und Kate Hutton (2008) stufen das Beben auf MW 7,8 bis 7,9 ein. Mit einer Mercalli-Intensität von X war es eines der stärksten je in Kalifornien registrierten Erdbeben und war durchaus mit dem Erdbeben von San Francisco 1906 vergleichbar.

## Schäden und Auswirkungen

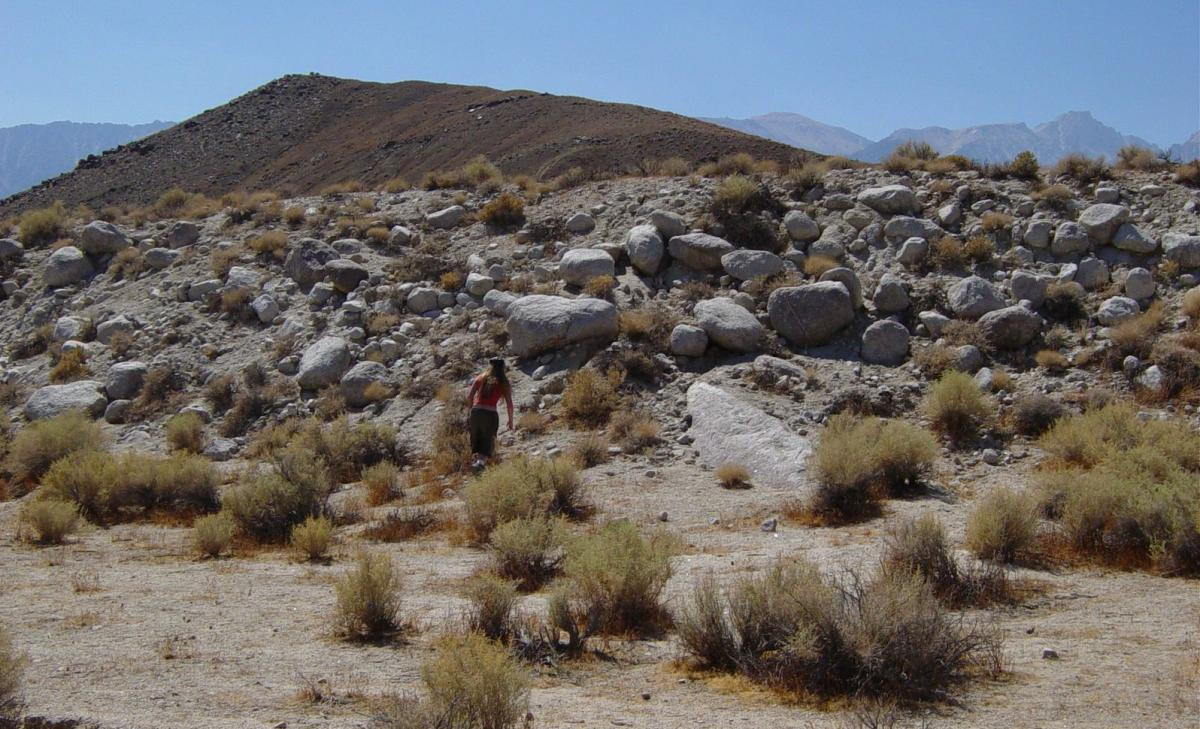
Die Bruchnarbe in alluvialen Geröllschottern bei Lone Pine

Das Erdbeben machte fast sämtliche Gebäude in Lone Pine und in den nahegelegenen Ortschaften dem Erdboden gleich. Von den 250 bis 300 Einwohnern in Lone Pine kamen 27 ums Leben, 56 wurden verletzt und von den insgesamt 59 Häusern wurden 52 vollkommen zerstört. Einem Bericht zufolge wurden in fast sämtlichen Städten des Inyo Countys die prinzipiellen Bauten umgeworfen. Selbst noch 130 Kilometer südlich von Lone Pine in Indian Wells erschienen Risse in Adobe-Häusern. Allein die Gebäudeschäden wurden mit 250.000 Dollar (dies entspricht im Jahr 2022 in etwa 6,2 Millionen Dollar) beziffert. Wie bei vielen anderen Erdbeben hatten Bauten aus Adobe, Naturstein oder Ziegeln weit mehr gelitten als Holzkonstruktionen. So musste das nahegelegene Fort Independence aufgegeben werden, da seine Adobe-Strukturen dem Beben nicht standgehalten hatten.
Die Erdbebenwellen konnten noch deutlich in Sacramento registriert werden, dessen Einwohner fluchtartig ihre Betten verließen und in die Straßen rannten. Gigantische Felsstürze ereigneten sich im Yosemite-Nationalpark. Der Naturforscher John Muir, der damals im Yosemite Valley weilte, lief aus seiner Hütte und rief: Ein gewaltiges Erdbeben! Daraufhin untersuchte er noch im Mondlicht die frischen Sturzmassen. In San Diego im Süden, in Red Bluff im Norden und selbst in Elko im Osten in Nevada blieben die Uhren stehen und die Menschen wurden aus ihrem Schlaf gerissen. Die Erschütterungen wurden nahezu überall in Kalifornien und in Nevada gespürt. Tausende von Nachbeben ereigneten sich, darunter einige mit hoher Magnitude.
Durch das Erdbeben entstand ein kleiner Graben, der sich später mit Wasser füllte, dem jetzigen, 0,35 Quadratkilometer großen Diaz Lake. Auf dem Owens Lake bildete sich sogar ein kleiner Tsunami, dessen Flutwelle auf einen halben Meter auflief (geschätzte Höhe 37 bis 55 Zentimeter).

## Ursachen

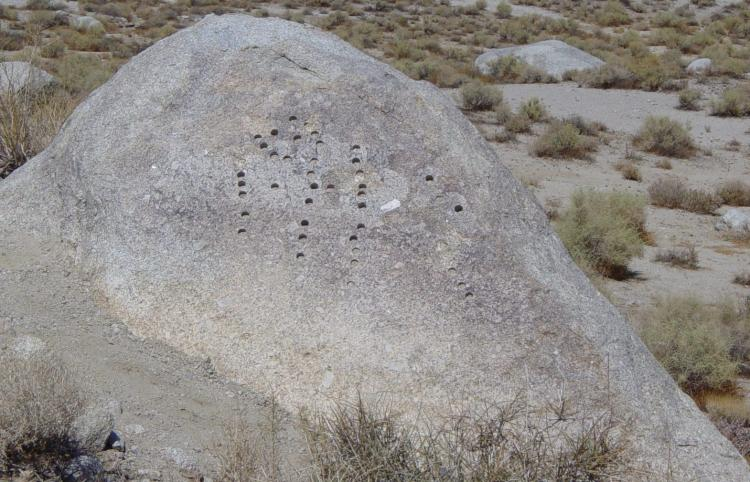
Ein beprobter Granitoid an der Lone-Pine-Verwerfung

Das Owens-Valley-Erdbeben resultierte aus urplötzlichen Vertikalbewegungen von 4,6 bis 6,1 Meter gepaart mit Horizontalbewegungen von 11 bis 12 Meter entlang der Lone-Pine-Verwerfung und einem Teilstück der Owens-Valley-Verwerfung. Es handelt sich somit um Schrägabschiebungen. Diese Verwerfungen gehören zu zwei Abschiebungen entlang des Fußes zweier Gebirge – der Sierra Nevada im Westen und den Inyo Mountains im Osten des Owens Valleys. Ihre Bruchflächen verlaufen ausgehend von etwas nördlich von Big Pine, das 89 Kilometer nördlich von Lone Pine liegt, bis hin zum Haiwee Reservoir 48 Kilometer südlich von Lone Pine.

## Historisches
Bereits im Jahr 1872 hatte Josiah D. Whitney eine recht grobe Beschreibung der noch frischen Bruchnarbe gegeben.
Grove Karl Gilbert konnte 1883 die Auswirkungen des Erdbebens noch mit eigenen Augen in Gewahr nehmen. Sie brachten ihn zu der Ansicht, dass Erdbeben durch bruchdynamische Vorgänge an Verwerfungen ausgelöst werden. Der Beweis hierfür konnte aber erst sehr viel später durch seismologische Beobachtungen erbracht werden. Dies geschah dann mit dem Einsatz von Seismographen-Netzwerken in den frühen Sechziger Jahren, gekoppelt mit der Entwicklung von Computern zur Berechnung von auf dem inversen Problem aufbauenden Herdflächenlösungen.
Willard D. Johnson machte im Jahr 1910 Notizen und Photographien.
Nahezu hundert Jahre nach dem Beben erstellte D. B. Simmons mittels bei niedrigem Sonnenstand aufgenommenen Luftbildern die erste moderne, systematisch erarbeitete Karte der Owens-Valley-Verwerfung und der Bruchkante von 1872.
Das Owens-Valley-Erdbeben wurde 122 Jahre später erstmals im Jahr 1994 von Sarah Beanland und Malcolm M. Clark wissenschaftlich untersucht.

## Seismologische Parameter

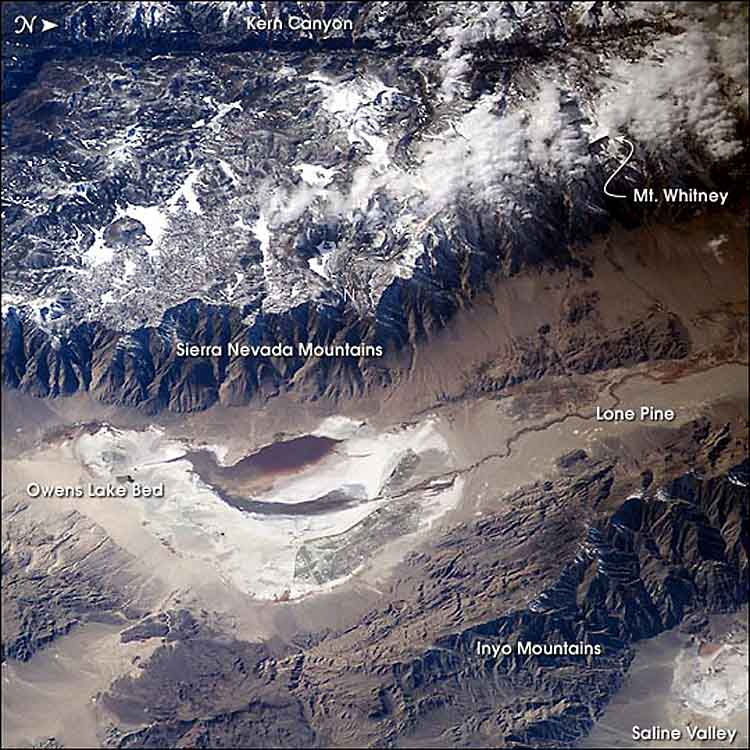
Der Owens Lake gesehen von der ISS
. Gut zu erkennen die Lone-Pine-Verwerfung unterhalb des Mount Whitney.

Das Owens-Valley-Erdbeben ereignete sich noch vor der instrumentellen Ära in der Seismologie. Die seismologischen Parameter beruhen deswegen auf geologischen und makroseismischen Beobachtungen.
Die Länge der Bruchnarbe an der Owens-Verwerfung wird unterschiedlich angegeben, so schwanken die Angaben zwischen 90 und 140 Kilometer. Signifikative Unterschiede bestehen auch bei den Versätzen, den Versetzungsgeschwindigkeiten, der Herdtiefe und natürlich auch bei den Magnituden (und somit bei den seismischen Momenten).
Die rechtsverschiebende Komponente des Bebens betrug im Durchschnitt 6,1 ± 2,1 Meter mit einem Maximum von 10 bis 11 Meter bei Lone Pine. Der Vertikalversatz betrug sehr wahrscheinlich 1,0 ± 0,5 Meter. Das Verhältnis Seiten- zu Höhenversatz wird mit 6:1 eingeschätzt. Hieraus ergibt sich ein seismisches Moment von 1,8 bis 4,4 × 10 20 Nm.
E. K. Haddon und Kollegen (2016) finden jedoch bedeutend geringere Werte. Sie geben einen durchschnittlichen Seitenversatz von 3,3 ± 1,1 Meter an, bei einem durchschnittlichen Höhenversatz von 0,8 ± 0,5 Meter.
Die Verschiebungsgeschwindigkeiten werden von E. Kirby und Kollegen für das Jungpleistozän mit 3 bis 5 Millimeter pro Jahr angegeben, T. H. Dixon und Kollegen verzeichnen aber für den Zeitraum Quartär bis Rezent nur 2,1 ± 0,7 Millimeter pro Jahr. Noch geringer sind die Werte von E. K. Haddon und Kollegen mit nur 0,6 bis 1,6 Millimeter pro Jahr.
Als Herdflächenlösung führen B. Shen-Tu und Kollegen eine N 160 streichende und mit 80 Grad nach Ostnordost einfallende Verwerfung an, mit Kompressionsquadranten im Nordwest- und Südostsektor.

## Geodynamik

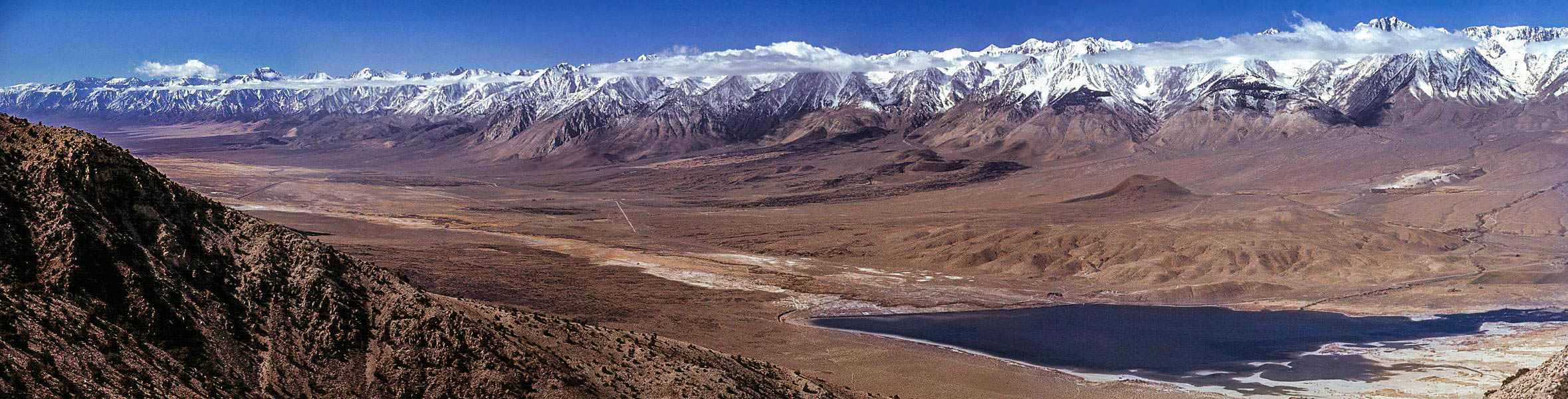
Blick von den Inyo Mountains nach Südwesten über das Tinemaha Reservoir und das Big Pine volcanic field zum Ostabbruch der Sierra Nevada

Die Südsüdost-Nordnordwest-streichende (N 150) Owens-Valley-Verwerfung (Englisch Owens Valley Fault, abgekürzt OVF) ist eine intrakontinentale Strukturlinie, die innerhalb einer verteilten Deformationszone (bekannt als East Sierra Valley System oder abgekürzt ESVS) im Grenzbereich zwischen der Pazifischen und der Nordamerikanischen Platte gelegen ist. Sie bildet ein breites Netzwerk aktiver Seitenverschiebungen und Abschiebungen am Ostfuß der Sierra Nevada und gehört bereits der Walker Lane an – der Verlängerung der Eastern California Shear Zone nach Norden. An ihr ereignen sich große, jedoch relativ seltene Erdbeben mit einer Wiederkehrdauer von 1.000 bis 10.000 Jahren. Die Bewegungen an der Verwerfung sind vorwiegend rechtsverschiebend. Beim Owens-Valley-Erdbeben brachen zahlreiche Verwerfungssegmente, so dass eine komplizierte Bruchnarbe an der Oberfläche entstand, in etwa vergleichbar mit den Narben vom Landers-Erdbeben 1992 und vom Hector-Mine-Erdbeben 1999.
Die Deformationszone amortisiert in etwa ein Viertel der dextralen Bewegungen zwischen Pazifik und Nordamerika, d. h. 9 ± 2 Millimeter pro Jahr. Hiervon nimmt die Owens-Valley-Verwerfung allein 1 bis 4,5 Millimeter auf, gemittelt über das Jungpleistozän und Holozän. Die GPS-Daten hierfür liegen bei 2,1 ± 0,7 Millimeter pro Jahr. Zum Vergleich finden R. A. Bennett und Kollegen (2003) ebenfalls anhand von GPS-Daten für die Relativbewegung der unmittelbar westlich liegenden Sierra-Nevada-Great-Valley-Mikroplatte (SNGV) gegenüber dem Colorado-Plateau (CP) einen Betrag von 11,4 ± 0,3 Millimeter pro Jahr, wobei die Bewegung der Mikroplatte nach N 313 erfolgt. Gegenüber Nordamerika erhöht sich dieser Betrag bei gleichbleibender Richtung leicht auf 12,4 Millimeter pro Jahr. Im Vergleich zum Central Great Basin (CGB) ändert sich die Richtung auf N 323 und der Betrag verringert sich auf 9,3 ± 0,2 Millimeter pro Jahr. Die Mikroplatten können intern als relativ starr angesehen werden. Die Bewegung der Pazifischen Platte geschieht mit 50 Millimeter pro Jahr nach N 323. Die Vektoraddition ergibt somit für die San-Andreas-Verwerfung eine rechtsverschiebende Relativbewegung von 37,6 Millimeter pro Jahr in Richtung N 140 bzw. N 320 (gegenüber dem fixen Nordamerika). Die Sierra-Nevada-Great-Valley-Mikroplatte übt somit eine Relativbewegung senkrecht (in Richtung N 050) zur San-Andreas-Verwerfung von 3 Millimeter pro Jahr aus.
Das Netzwerk von Verwerfungen im Owens Valley wird auch als Owens Valley Fault Zone (OVFZ) bezeichnet. Es akkommodiert aber nicht alleine die Bewegungen der Sierra-Nevada-Great-Basin-Mikroplatte durch distensive, dextrale Seitenbewegungen, sondern wird hierbei von den weiter ostwärts in etwa parallel verlaufenden Scherzonen Panamint Valley–Hunter Mountain (PVHM) und Death Valley–Furnace Creek (DVFC) unterstützt. Zum Netzwerk zählen unter anderen folgende Verwerfungen: im Westen die Sierra Nevada Frontal Fault (SNFF – die Randverwerfung der Sierra Nevada) und die Independence Fault sowie im Osten die White Mountains Fault (Randverwerfung der White Mountains) und die Inyo Mountains Fault (IMF – ein die Inyo Mountains begrenzender Verwerfungsgürtel).

## Geologie

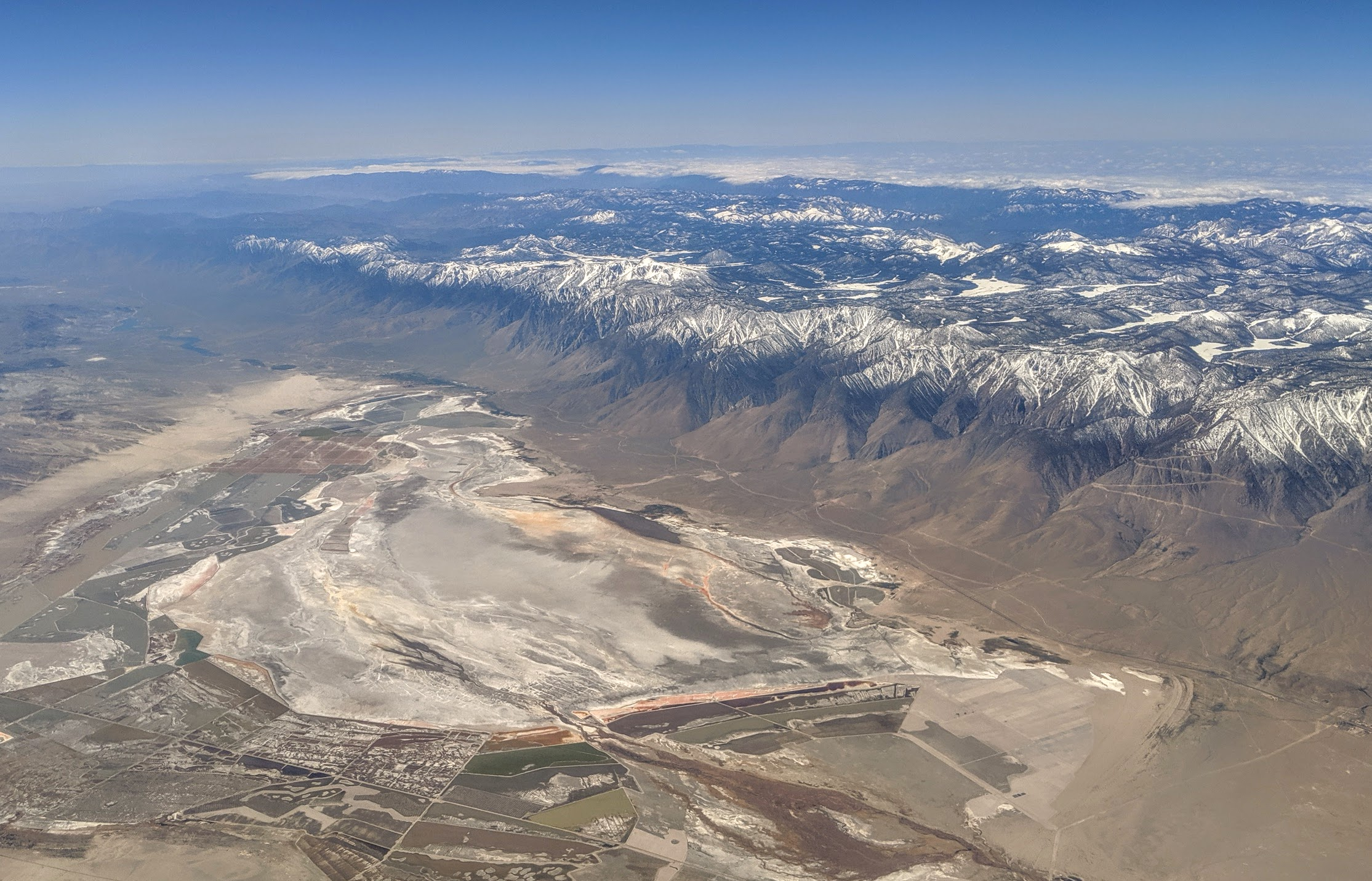
Der jetzt endorheische Owens Lake vor der gewaltigen Sierra Nevada. An der Nordwestecke des Sees endet die Bruchnarbe des Bebens.

Das Owens Valley wird im Westen von der Sierra Nevada und im Osten von den White Mountains und den Inyo Mountains begrenzt. Der Höhenunterschied ist immens und beträgt über 3.000 Meter (so liegt der Talboden auf 1084 Meter und der Mount Whitney erreicht 4.421 Meter). Das Tal bildet somit eine bedeutende, rund 30 Kilometer breite, tektonische Depression bzw. eine Grabenstruktur. Im Norden wird es von den White Mountains und im Süden von der Coso Range eingezwängt. Seit Beginn des Holozäns besitzt es keinen Abfluss mehr. Die umgebenden Höhenlagen der Sierra Nevada, der Inyo Mountains und der Coso Range zeigen alte Erosionsflächen.
Das Tal wird vorwiegend von Alluvium und Seesedimenten des Quartärs bedeckt. Playasedimente liegen im Owens Lake. Flusssedimente umgeben den mäandrierenden Owens River und dessen Nebenarme. Von den Seiten, insbesondere von der Sierra Nevada, reichen riesige pleistozäne Schwemmkegel (Englisch alluvial fans) herein, aber auch Moränen der letzten Kaltzeit sowie deren kolluviale Auswaschungen.
Hierzu gesellen sich basaltische Aschenkegel und Lavaflüsse (hierunter auch ein Rhyolithfluss). Die Vulkanite bauen das Big Pine volcanic field auf. Dessen vulkanische Tätigkeiten erstrecken sich über das gesamte Quartär, datiert zwischen 1,2 Millionen Jahren und jünger als 100.000 Jahre. Die frischesten Lavaflüsse sind nur 17.000 Jahre alt.
Auch Grundgebirgsaufbrüche sind vorhanden, z. B. in den Alabama Hills bei Lone Pine und in den Poverty Hills bei Big Pine im Norden. Das Grundgebirge wird aus mesozoischen Granitplutonen aufgebaut, welchen Metasedimente und Vulkanite des Paläozoikums und Mesozoikums aufliegen.
Die zur Westgrenze der Eastern California Shear Zone gehörende, mehr als 100 Kilometer lange Owens-Valley-Verwerfung verläuft in etwa mittig im Talboden vom Nordende des Owens Lake bis nördlich von Big Pine. Die Seitenverschiebung weist beeindruckende geomorphologische Merkmale auf – zu erkennen sind Druckrücken (Englisch pressure ridges), Sackungstümpel (Englisch sag ponds), vegetationsbestandene Lineamente, Verwerfungsböschungen und Grundwasserbarrieren.

## Historische Entwicklung

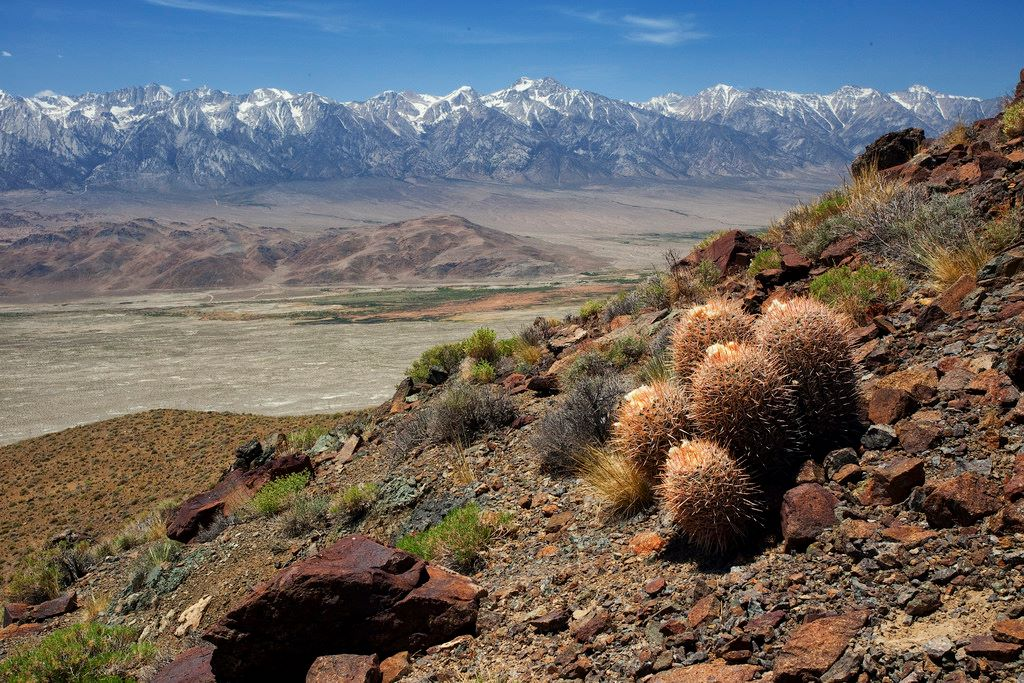
Blick nach Westen von den Inyo Mountains auf die Alabama Hills und die Sierra Nevada. Am Fuss der Alabama Hills verläuft die Owens-Valley-Verwerfung.

Die historische Entwicklung des East Sierra Valley Systems und der hierin eingebetteten Owens-Valley-Verwerfung war in vier großen Zügen erfolgt. Gegen Ende der Kreide und zu Beginn des Tertiärs wurde der Batholith der Sierra Nevada exhumiert und es entstand auf ihm noch vor Beginn des mittleren Miozäns (vor etwa 16 Millionen Jahren) eine breite, reliefarme Denudationsfläche. In etwa gleichzeitig bildete sich der rechtsverschiebende Vorgänger der Owens-Valley-Verwerfung, der bis zum frühen Miozän etwa 55 Kilometer an Versatz aufgenommen hatte. Zwischen dem mittleren Miozän und dem frühen Pliozän bildete sich das eigentliche East Sierra Valley System heraus – eine Aneinanderreihung von verkippten Verwerfungsblöcken und Halbgräben. Ab dem späten Miozän bis in die Jetztzeit dominiert dextrale Schrägausdehnung an steilstehenden Verwerfungen. Gleichzeitig haben sich unter dem Talboden des Owens Valleys, unter den White Mountains, den Inyo Mountains, der Argus Range und der Panamint Range flache Abscherhorizonte (Englisch detachment faults) entwickelt, die nach Osten zu Tage treten.
Die rezente Geschichte der Owens Valley Fault Zone bzw. des East Sierra Valley Systems wird jetzt durch schräg erfolgende Dehnung charakterisiert, welche sich auf N 160 streichende Abschiebungen und Seitenverschiebungen verteilt. Da diese Bewegung unter einem im Uhrzeigersinn versetzten Winkel zu der sich nach Nordwesten bewegenden Sierra-Nevada-Great-Valley-Mikroplatte erfolgt, wurde das Talsystem des Owens Valleys in seiner Längsrichtung segmentiert – es entstanden verschiedene geomorphologische und tektonische Elemente, darunter eine diskontinuierliche Abfolge tiefer Becken, die durch Schwereanomalien nachweisbar sind.
Die Dehnung im East Sierra Valley System begann wahrscheinlich im mittleren Miozän und war anfangs eine Antwort auf die relative Westwärtsbewegung der Sierra-Nevada-Great-Valley-Mikroplatte gegenüber dem Colorado-Plateau. Zwischen 3,5 und 3 Millionen Jahren vor heute wurde im Piacenzium die Mikroplatte von den ostwärts gelegenen Krustenblöcken abgetrennt, wodurch unter Deformation die bereits angesprochenen Becken im Owens Valley entstanden. Die Sierra Nevada erfährt seit 3 Millionen Jahren Heraushebung, was möglicherweise auf ihren Abspaltungsprozess und ein Absinken ihrer tiefen eklogitischen Wurzel zurückzuführen ist. Bei fortgesetzter Dehnungstektonik im East Sierra Valley System könnte es zu einem vollkommenen Bruch zwischen der Mikroplatte und Nordamerika kommen, welcher dann von einem engen Ozeanbecken ausgefüllt wird – vergleichbar in etwa mit dem Golf von Kalifornien.
Die Geschichte der Owens-Valley-Verwerfung ist noch lange nicht beendet. Vor dem Beben von 1872 sind mindestens zwei weitere Vorläufer bekannt. Die beiden Vorläuferbeben erreichten eine Magnitude um MW = 7,0. Ihnen wird ein Alter von 3.300 bis 3.800 Jahre vor heute und 6.000 bis 8.200 Jahre vor heute zugewiesen.
Und selbst noch vor relativ kurzer Zeit ereignete sich am 24. Juni 2020 ein erneutes Erdbeben mit der Magnitude MW = 5,8. Dieses letzte Beben löste immerhin bedeutende Felsstürze in der Sierra Nevada aus.